# Canal de Berdún
Canal de Berdún ist eine spanische Gemeinde (municipio) im Pyrenäenvorland in der Provinz Huesca der Autonomen Gemeinschaft Aragonien. Canal de Berdún gehört zur Comarca Jacetania. Der Hauptort und Verwaltungssitz ist Berdún.

## Gemeindegliederung
- Berdún
- Biniés
- Huértalo
- Majones
- Martés
- Villarreal de la Canal

## Bevölkerungsentwicklung
| 1842 | 1877 | 1887 | 1897 | 1900 | 1910 | 1920 | 1930  | 1940 | 1950 | 1960 | 1970 | 1981 | 1991 | 2001 | 2010 |
| ---- | ---- | ---- | ---- | ---- | ---- | ---- | ----- | ---- | ---- | ---- | ---- | ---- | ---- | ---- | ---- |
| 600  | 813  | 811  | 912  | 919  | 952  | 848  | 1.014 | 897  | 773  | 588  | 745  | 550  | 459  | 422  | 396  |